# Wladimir Petrowitsch Dratschow

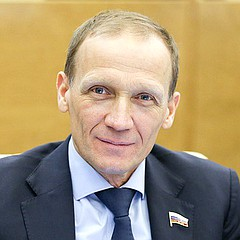
Dratschow

Wladimir Petrowitsch Dratschow (russisch Владимир Петрович Драчёв, belarussisch Уладзімер Драчоў/Uladsimer Dratschou; * 7. März 1966 in Petrosawodsk) ist ein ehemaliger russisch-belarussischer Biathlet, Sportfunktionär und Politiker (Einiges Russland). Bis 2002 startete er für Russland, danach für das belarussische Biathlon-Team.

## Werdegang
Der kleingewachsene Dratschow fiel mit seinem besonderen Laufstil auf, der durch seine im Vergleich zu den Konkurrenten kurzen Beine entstanden war. Bei den Biathlon-Weltmeisterschaften 1996 in Ruhpolding bekam er deswegen den Spitznamen „Trommler im Schnee“.
Dratschow gewann insgesamt vier Goldmedaillen bei Weltmeisterschaften, davon zwei Einzel- und zwei Mannschaftstitel. Bei Olympischen Spielen gewann er, jeweils mit russischen Staffeln, eine Silbermedaille (1994) und eine Bronzemedaille (1998).
2016 zog Dratschow für die Regierungspartei Wladimir Putins, Einiges Russland, mit 50,1 % der Stimmen im Wahlkreis Wsewoloschsk in das russische Parlament, die Duma ein, scheiterte aber fünf Jahre später an der erneuten Nominierung gegen die Sportjournalistin und Sportfunktionärin und vormalige Eisschnelllauf-Olympiasiegerin Swetlana Schurowa.
2018 wurde Dratschow zum neuen Präsidenten der Russischen Biathlon-Union gewählt. Nach anhaltender Kritik an seiner Amtsführung trat er im Juni 2020 vorzeitig von seinem Amt zurück. Zu seinem Nachfolger wurde Wiktor Maigurow gewählt.

## Erfolge
- Olympische Winterspiele:
  - 1994: einmal Silber (Staffel)
  - 1998: einmal Bronze (Staffel)

- Weltmeisterschaften:
  - 1994: einmal Silber (Mannschaft)
  - 1996: zweimal Gold (Sprint, Staffel), 2× Silber (Einzel, Mannschaft)
  - 1998: einmal Gold (Verfolgung), 1× Bronze (Mannschaft)
  - 1999: zweimal Silber (Massenstart, Staffel)
  - 2000: einmal Gold (Staffel)
  - 2003: einmal Bronze (Staffel)

- Gesamtweltcup:
  - Sieger 1995/96
  - Zweiter 2002/03

- Weltcupsiege:
  - 15
- Weltcup-Gesamt-Bilanz

Die Tabelle zeigt alle Platzierungen (je nach Austragungsjahr einschließlich Olympische Spiele und Weltmeisterschaften).
- 1.–3. Platz: Anzahl der Podiumsplatzierungen
- Top 10: Anzahl der Platzierungen unter den ersten zehn (einschließlich Podium)
- Punkteränge: Anzahl der Platzierungen innerhalb der Punkteränge (einschließlich Podium und Top 10)
- Starts: Anzahl gelaufener Rennen in der jeweiligen Disziplin

| Platzierung | Einzel | Sprint | Verfolgung | Massenstart | Team | Staffel | Gesamt |
| ----------- | ------ | ------ | ---------- | ----------- | ---- | ------- | ------ |
| 1. Platz    | 4      | 8      | 2          | 1           |      | 10      | 25     |
| 2. Platz    | 3      | 3      | 1          | 2           |      | 7       | 16     |
| 3. Platz    | 2      | 2      | 2          | 1           |      | 4       | 11     |
| Top 10      | 14     | 36     | 19         | 10          | 1    | 39      | 119    |
| Punkteränge | 26     | 67     | 37         | 18          | 2    | 41      | 191    |
| Starts      | 48     | 98     | 50         | 19          | 2    | 41      | 258    |